# Welcome to the Pleasuredome
Welcome to the Pleasuredome – debiutancki album studyjny brytyjskiego zespołu Frankie Goes to Hollywood. Wydany został 20 października 1984, przez wytwórnie ZTT i Island. Producentem albumu był Trevor Horn. Płyta była nagrywana w Oksfordzie i Londynie. Single z płyty Relax i Two Tribes zajęły wysokie miejsca na listach przebojów w Wielkiej Brytanii, jednak największą popularność zdobyła ballada, The Power of Love, uzyskując status płyty platynowej, stała się trzecim singlem 'numer 1'. Czwartym singlem została piosenka Welcome to the Pleasuredome, która dotarła na 2 miejsce na liście przebojów.

## Lista utworów
1. The World Is My Oyster - 1:57
2. Welcome to the Pleasuredome - 13:38
3. Relax - 3:56
4. War - 6:12
5. Two Tribes - 3:23
6. (Tag) - 0:35
7. Fury - 1:49
8. Born to Run - 4:13
9. San Jose - 3:09
10. Wish (The Lads Were Here) - 2:48
11. The Ballad of 32 - 4:47
12. Krisco Kisses - 2:57
13. Black Night White Light - 4:05
14. The Only Star in Heaven - 4:16
15. The Power of Love - 5:28
16. Bang - 1:08

## Bonus
1. One September Monday - 4:50
2. One February Friday - 4:58

Oba utwory znajdują się na zremasterowanej wersji albumu z 2000.
Kompozytorem wszystkich utworów jest sam zespół.